# Iris Ripsam
Iris Ripsam geb. Stiller (* 27. April 1959 in Stuttgart; † 21. Dezember 2024) war eine deutsche Politikerin (CDU). Von Juni 2016 bis Oktober 2017 war sie Mitglied des Deutschen Bundestages. Ripsam war von 1999 bis 2023 Mitglied des Stuttgarter Gemeinderates und war dort von 2008 bis 2009 Vorsitzende der CDU-Fraktion.

## Leben und Beruf
Nach dem Schulabschluss der Mittleren Reife absolvierte Iris Ripsam eine Ausbildung in der Steuerverwaltung des Landes Baden-Württemberg. Die gelernte Finanzwirtin wechselte 1978 in das Landesamt für Besoldung und Versorgung. Von 2009 bis 2016 arbeitete sie im Sozialministerium Baden-Württemberg, ab 2016 war sie im Wirtschaftsministerium tätig.
Iris Ripsam war römisch-katholisch, hatte zwei Kinder und lebte in Stuttgart-Möhringen.

## Politischer Weg
1977 trat sie in die CDU ein. Von 1978 bis 2008 war Ripsam Ortsvorsitzende der CDU in Stuttgart Fasanenhof und gehörte von 1996 bis 2003 dem Kreisvorstand der CDU in Stuttgart an. 17 Jahre lang – von 1998 bis 2015 – war sie Mitglied im Landesvorstand der Frauen-Union Baden-Württemberg.
Von 1999 bis 2023 war Ripsam Mitglied des Stuttgarter Stadtrats, zehn Jahre lang war sie bildungs- und schulpolitische Sprecherin. Von 2014 an war sie Sprecherin im Jugendhilfeausschuss. Nachdem sie dem von der CDU unterstützten Oberbürgermeisterkandidaten Sebastian Turner 2012 öffentlich die Unterstützung verweigert hatte, befand sich Ripsam im Konflikt mit der Spitze der Stuttgarter CDU.
Ab dem Jahr 2005 war Ripsam Landesvorsitzende der Union der Vertriebenen und Flüchtlinge (UdVF) in Baden-Württemberg, sie war kooptiertes Mitglied im Landesvorstand der baden-württembergischen CDU, Bundesschatzmeisterin der OMV sowie Kreisvorsitzende der UdVF Stuttgart.

## Abgeordnetentätigkeit
Iris Ripsam rückte am 8. Juni 2016 durch den Verzicht des bisherigen Abgeordneten Thomas Strobl über die Landesliste der CDU Baden-Württemberg in den 18. Deutschen Bundestag nach.
Sie war ordentliches Mitglied im Ausschuss für Recht und Verbraucherschutz und stellvertretendes Mitglied im Ausschuss für die Angelegenheiten der Europäischen Union.
Ripsam gehörte im Deutschen Bundestag u. a. der Gruppe der Vertriebenen, der Deutsch-Ägyptischen Parlamentariergruppe sowie der Gruppe der Frauen an.
Vor der Bundestagswahl 2017 bemühte sich Ripsam vergeblich um die Aufstellung als Direktkandidatin ihrer Partei im Bundestagswahlkreis Böblingen. Ihr Platz 17 auf der Landesliste genügte nicht für einen Wiedereinzug in den Bundestag.

## Ehrenamt
Iris Ripsam war als Vorsitzende der Fasanerie Fasanenhof e. V. und als stellvertretende Vorsitzende des Schwäbischen Frauenvereins e. V. aktiv. Zudem war sie Verwaltungsrätin beim Sozialdienst katholischer Frauen und mehrere Jahre im Vorstand der Lebenshilfe e. V.
Viele Jahre war sie Vorsitzende des Ökumenischen Krankenpflegevereins, 2010 wurde sie in das Kuratorium der Katholischen Sozialstation der Pflegegruppe Filder berufen. Für ihre Verdienste wurde sie 2010 mit dem Silvesterorden der katholischen Kirche ausgezeichnet. 2024 wurde ihr das Bundesverdienstkreuz am Bande verliehen.